# 馬德里地鐵支線
馬德里地鐵支線（西班牙語：Ramal，直譯「分支」）是西班牙馬德里地鐵的路線，但只有兩個車站，全長也只有900公尺。這條路線也是馬德里地鐵唯一使用文字而非數字命名的路線。這一條接駁線於1925年12月27日通車，來往歌劇院站和北站。當時北站是前往西班牙北部的主要鐵路車站，而這一條短短的地鐵路線是為了與2號線連接而興建。
然而，1995年北站改名為皮奧王子站，因為大部分往北的長距離的列車現在以新的馬德里查馬丁車站為總站。北站仍設有Renfe Operadora服務，但已減班，只限慢車停靠。舊的車站複合的一部分轉換成為一個購物商場。同時1995年10號線和6號線亦延長至皮奧王子站，與支線轉乘。支線採用4節CAF 3000型列車。
Template:馬德里地鐵支線